# Sporobolus giganteus
Sporobolus giganteus là một loài thực vật có hoa trong họ Hòa thảo. Loài này được Nash miêu tả khoa học đầu tiên năm 1898.